# 小花半蒴苣苔
小花半蒴苣苔（学名：Hemiboea parviflora）为苦苣苔科半蒴苣苔属下的一个种。其种加词“parviflora”意为“小花的”。